# Variety (álbum)
Variety es el sexto álbum de estudio de la cantante japonesa Mariya Takeuchi. Fue publicada el 25 de abril de 1984 a través de Moon Records. Variety es considerado el álbum de "resurgimiento" de Takeuchi después de una pausa en 1981, y es el álbum completamente escrito por ella. El álbum es producido por el esposo de Takeuchi, Tatsuro Yamashita.
Para audiencias internacionales, Variety es conocido por contener «Plastic Love» que, a pesar de haber tenido un éxito moderado en Japón cuando fue publicado como sencillo en 1985, vio un resurgimiento en popularidad internacional en 2017 después de que una remezcla haya sido publicada en YouTube.

## Producción y lanzamiento
Los primeros cinco álbumes lanzados por Takeuchi fueron escritos mayormente por otros escritores que, a pesar de presentar estrellas de la industria como Haruomi Hosono y miembros de Toto, le dejaron un sentimiento «agotado». Ella tuvo un descanso a finales de 1981 debido a una inflamación en la garganta, así como también para casarse con Yamashita en 1982.
Durante su descanso, Yamashita dejó su sello discográfico, RCA Records, para el recientemente fundado, Moon Records. Mientras tanto, Takeuchi algunas de las canciones que aparecerían en el álbum Variety. Yamashita originalmente había planeado que el álbum de regreso de Takeuchi sea escrito por otros artistas, pero cambió de opinión después de escuchar algunos de sus trabajos. Un sencillo promocional, «Mou Ichido», fue publicada el 10 de abril de 1984, seguido por el lanzamiento del álbum el 25 de abril. El álbum alcanzó la posición #1 en Oricon Albums Chart.
Una edición del 30th aniversario del álbum fue publicado el 19 de noviembre de 2014. Está versión incluía una canción inédita, «Aka no Enamel» (プラスティック・ラブ), ambas remezclas del lanzamiento de sencillo de «Plastic Love», y versiones de karaoke de cuatro canciones.

## Lista de canciones
Todas las canciones escritas y compuestas por Mariya Takeuchi. 
| Lado uno |                                                              |          |  |
| N.º      | Título                                                       | Duración |  |
| 1.       | «Mou Ichido» (もう一度)                                      | 4:06     |  |
| 2.       | «Plastic Love» (プラスティック・ラブ)                        | 4:51     |  |
| 3.       | «Honki de Only You (Let's Get Married)» (本気でオンリーユー) | 3:53     |  |
| 4.       | «One Night Stand»                                            | 3:57     |  |
| 5.       | «Broken Heart»                                               | 3:55     |  |
| 20:42    |                                                              |          |  |

| Lado dos |                                                              |          |  |
| N.º      | Título                                                       | Duración |  |
| 1.       | «Night at the Amphitheater» (アンフィシアターの夜)           | 3:33     |  |
| 2.       | «Todokanu Omoi» (とどかぬ想い)                               | 3:34     |  |
| 3.       | «Mersey Beat de Utawasete» (マージービートで唄わせて)        | 3:19     |  |
| 4.       | «Mizu to Anata to Taiyō to» (水とあなたと太陽と)             | 3:29     |  |
| 5.       | «Going Steady» (ふたりはステディ)                            | 3:27     |  |
| 6.       | «Shetland ni Hoho wo Uzumete» (シェットランドに頬をうずめて) | 3:42     |  |
| 21:04    |                                                              |          |  |

## Posicionamiento
| Fecha de Lanzamiento    | Edición          | Oricon Weekly Albums Chart |
| ----------------------- | ---------------- | -------------------------- |
| 25 de abril de 1984     | Original         | 1                          |
| 19 de noviembre de 2014 | 30th aniversario | 13                         |